# Controle de riscos para COVID-19 no local de trabalho
Os controles de riscos no local de trabalho para COVID-19 implicam na aplicação de metodologias de segurança e saúde ocupacional para controles de riscos na prevenção da doença por coronavírus 2019 (COVID-19). Os controles de risco adequados no local de trabalho dependem do local de trabalho e da tarefa, com base em uma avaliação de risco de fontes de exposição, gravidade da doença na comunidade e fatores individuais de risco de trabalhadores que podem indicar uma maior vulnerabilidade à contaminação por COVID-19. 
De acordo com a Administração de Segurança e Saúde Ocupacional dos EUA (OSHA), empregos com menor risco de exposição têm contato ocupacional mínimo com o público e outros colegas de trabalho, para os quais são recomendadas medidas básicas de prevenção de infecções, incluindo lavagem das mãos, incentivando os trabalhadores a ficar em casa se estiverem doentes, etiqueta respiratória e manutenção da rotina de limpeza e desinfecção do local de trabalho.
Trabalhos de risco de média exposição incluem aqueles que requerem contato frequente ou próximo com pessoas que não se tem informação sobre a exposição à COVID-19, mas que podem estar infectadas devido à transmissão contínua da comunidade ou a viagens internacionais. Isso inclui trabalhadores que têm contato com o público em geral, como nas escolas, locais de trabalho com alta densidade populacional e alguns locais de varejo de alto volume. Os controles de risco para esse grupo, além das medidas básicas de prevenção de infecções, incluem ventilação usando filtros de ar de alta eficiência, proteções contra espirros e equipamentos de proteção pessoal, caso uma pessoa com COVID-19 seja identificada. 
A OSHA considera que os profissionais de saúde e necrotérios expostos a uma pessoa conhecida ou suspeita com COVID-19 correm um risco de exposição alto, o que aumenta a um risco de exposição muito alto se os trabalhadores executam procedimentos de geração de aerossol ou coletam ou manipulam amostras de uma pessoa conhecida ou suspeita com COVID-19. Os controles de risco apropriados para esses trabalhadores incluem controles de engenharia, como salas de ventilação com pressão negativa e equipamentos de proteção individual adequados à tarefa do trabalho. 

## Planejamento e avaliação de riscos
Os surtos de COVID-19 podem ter vários efeitos no local de trabalho. Os trabalhadores podem estar ausentes do trabalho devido a doença, pela necessidade de cuidar de outras pessoas ou por medo de uma possível exposição. Os padrões de comércio podem mudar, tanto em termos de quais mercadorias são procuradas quanto nos meios de adquiri-las (como fazer compras fora do horário de pico ou por meio de serviços de entrega ou drive-through). Por fim, as remessas de itens de áreas geográficas severamente afetadas pelo COVID-19 podem ser interrompidas.:6
Um plano de preparação e resposta a doenças infecciosas pode ser usado para orientar ações de proteção. Tais planos abordam os níveis de risco associados a vários locais de trabalho e tarefas de trabalho, incluindo fontes de exposição, fatores de risco decorrentes de locais domésticos e comunitários e fatores de risco de trabalhadores individuais, como idade avançada ou condições médicas crônicas. Eles também descrevem os controles necessários para lidar com esses riscos e os planos de contingência para situações que possam surgir como resultado de surtos. Os planos de preparação e resposta a doenças infecciosas podem estar sujeitos a recomendações nacionais ou subnacionais.:7–8 Os objetivos da resposta a um surto incluem reduzir a transmissão entre a equipe, proteger as pessoas com maior risco de complicações adversas à saúde, manter as operações comerciais e minimizar os efeitos adversos sobre outras entidades em suas cadeias de suprimentos. A gravidade da doença na comunidade em que a empresa está localizada afeta as respostas obtidas.

## Controles de riscos

A hierarquia das medidas controles de riscos contém métodos para controlar exposições a perigos. Métodos listados na parte superior potencialmente mais eficazes do que aqueles na parte inferior na redução do risco de doença ou lesão.

A hierarquia das medidas de controles de riscos é uma estrutura amplamente usada em segurança e saúde ocupacional para agrupar controles de riscos por eficácia. Onde os riscos do COVID-19 não podem ser eliminados, os controles mais eficazes são os controles de engenharia, seguidos pelos controles administrativos e, finalmente, o equipamento de proteção individual. Os controles de engenharia envolvem isolar os funcionários dos riscos relacionados ao trabalho sem depender do comportamento do trabalhador e podem ser a solução mais econômica para implementar. Controles administrativos são alterações nas políticas ou procedimentos de trabalho que exigem ação do trabalhador ou empregador. O equipamento de proteção individual (EPI) é considerado menos eficaz que os controles de engenharia e administrativos, mas pode ajudar a evitar algumas exposições. Todos os tipos de EPI devem ser selecionados com base nos riscos para o trabalhador, devidamente ajustados conforme aplicável (por exemplo, respiradores), usados de maneira consistente e adequada, regularmente inspecionados, mantidos e substituídos, conforme necessário, e adequadamente removidos, limpos e armazenados ou descartados para evitar contaminação.:12–16

### Todos os locais de trabalho
De acordo com a Administração de Saúde e Segurança Ocupacional dos EUA (OSHA), os empregos com menor risco de exposição têm contato ocupacional mínimo com o público e outros colegas de trabalho.:18–20 Medidas básicas de prevenção de infecções são recomendadas para todos os locais de trabalho e incluem frequente e minuciosa lavagem de mãos, incentivando os trabalhadores a ficar em casa se estiverem doentes, etiqueta respiratória incluindo cobrir tosses e espirros, fornecimento de tecidos e recipientes de lixo, preparação para teletrabalho ou em turnos alternados se necessário, desencorajamento do uso de ferramentas e equipamentos de terceiros e manutenção da limpeza e desinfecção de rotina do local de trabalho. A rápida identificação e isolamento de indivíduos potencialmente infecciosos é uma etapa crítica na proteção de trabalhadores, clientes, visitantes e outras pessoas no local de trabalho.:8–9 Os Centros de Controle e Prevenção de Doenças dos EUA (CDC) recomendam que os funcionários com sintomas de doença respiratória aguda fiquem em casa até que estes não apresentem sinais de febre e outros sintomas por pelo menos 24 horas sem o uso de medicamentos para reduzir a febre (ou outros medicamentos que alterem os sintomas) e que as políticas de licença médica sejam flexíveis, permitindo que os funcionários fiquem em casa para cuidar de um membro da família doente e que os funcionários estejam cientes dessas políticas.

### Locais de trabalho de risco médio
De acordo com a OSHA, os trabalhos de risco de exposição média incluem aqueles que exigem contato frequente ou próximo a 1,8 metros de pessoas que não se tem informação ou suspeita de COVID-19, mas podem estar infectadas com SARS-CoV-2 devido à transmissão contínua da comunidade em torno do local da empresa ou porque o indivíduo fez uma viagem internacional recente para um local com alta taxa de casos de COVID-19. Isso inclui trabalhadores que têm contato com o público em geral, como nas escolas, locais de trabalho com alta densidade populacional e alguns locais de varejo de alto volume. :18–20
Os controles de engenharia para esse e outros grupos de alto risco incluem a instalação de filtros de ar de alta eficiência, o aumento das taxas de ventilação, a instalação de barreiras físicas, como protetores de espirros de plástico transparente e a instalação de uma janela de drive-through para atendimento ao cliente.:12–13
Os controles administrativos para esse e os grupos de maior risco incluem incentivar os trabalhadores doentes a ficar em casa, substituir reuniões presenciais por comunicações virtuais, estabelecer turnos alternados, interromper viagens não essenciais para locais com surtos contínuos de COVID-19, desenvolver planos de comunicação de emergência, incluindo um fórum para responder às preocupações dos trabalhadores, fornecendo aos funcionários educação e treinamento atualizados sobre os fatores de risco e comportamentos de proteção COVID-19, treinando trabalhadores que precisam usar roupas e equipamentos de proteção para usá-los, fornecendo recursos e um local de trabalho que promove a higiene pessoal, exigindo lavagem regular das mãos, limitando o acesso dos clientes e do público ao local de trabalho e postando sinalização sobre lavagem das mãos e outras medidas de proteção COVID-19.:13–14, 21–22
Dependendo da tarefa de trabalho, os trabalhadores com pelo menos um risco de exposição médio podem precisar usar equipamento de proteção individual, incluindo uma combinação de luvas, uma roupa, um escudo facial ou máscara facial ou óculos de proteção. Os trabalhadores desse grupo de risco raramente exigem o uso de respiradores.:22

#### Serviço e processamento de alimentos
Para trabalhadores de varejo em empresas de alimentos e mercearias, o CDC e a OSHA recomendam controles de risco COVID-19 específicos acima das práticas gerais do local de trabalho. Para os funcionários, isso inclui incentivar opções de pagamento sem toque e minimizar o manuseio de dinheiro e cartões de crédito, colocar o dinheiro no balcão em vez de passá-lo diretamente à mão e desinfetar rotineiramente as superfícies frequentemente tocadas, como estações de trabalho, caixas registradoras, terminais de pagamento, maçanetas, mesas e bancadas. Os empregadores podem colocar proteções contra espirros com uma abertura de passagem na parte inferior da barreira nos locais de check-out e atendimento ao cliente, usar todas as outras pistas de check-out, mover o terminal de pagamento eletrônico para mais longe do caixa, colocar pistas visuais como adesivos indique onde os clientes devem ficar durante o check-out, forneça alternativas remotas de compras e limite a capacidade máxima do cliente na porta.

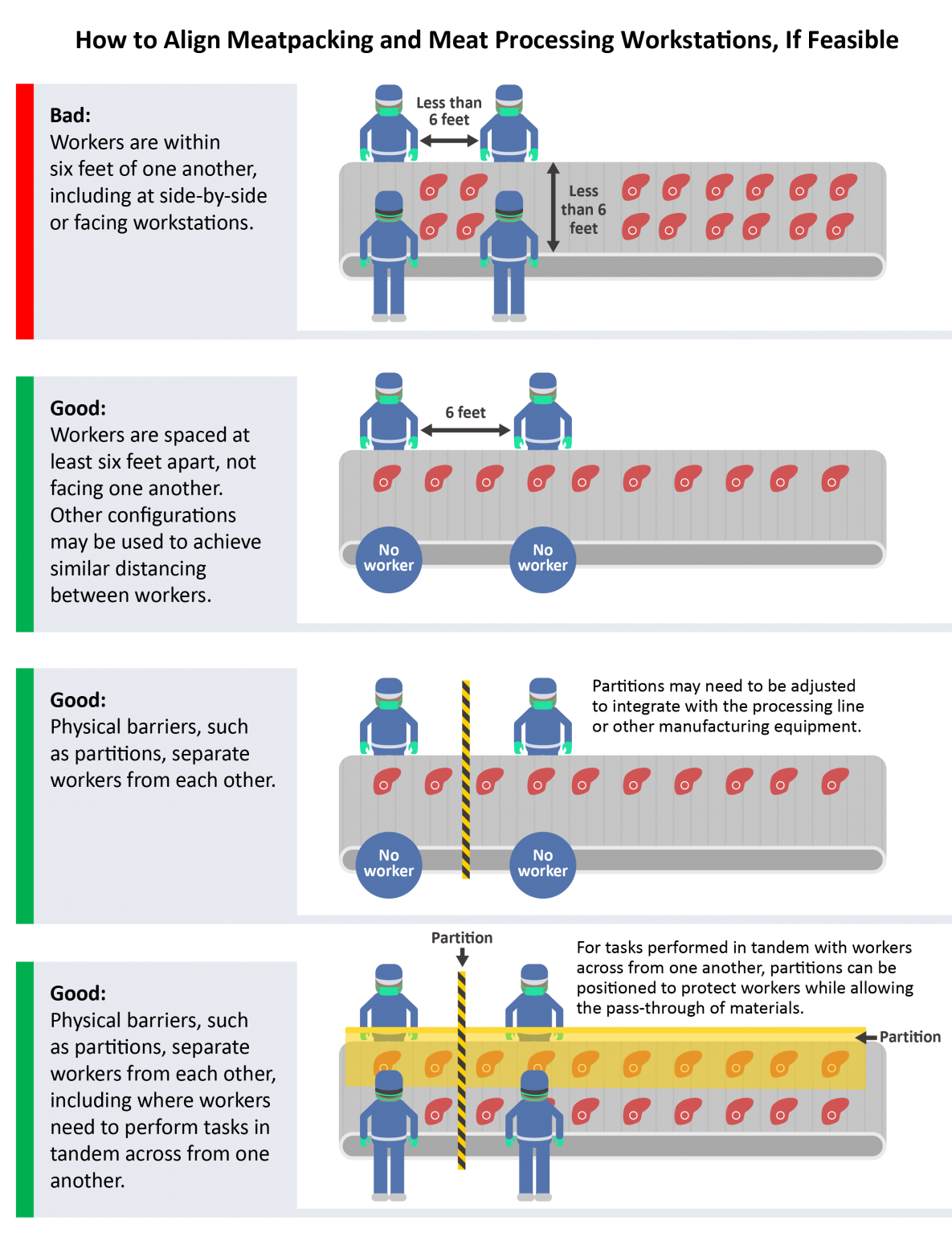
Um infográfico sobre maneiras de controlar os riscos do COVID-19 em instalações de processamento de carne.

Nos EUA, as instalações de processamento de carne e aves foram consideradas como trabalho crítico da infraestrutura, e o CDC recomenda que eles possam continuar trabalhando após exposição potencial ao COVID-19, desde que continuem assintomáticos e que sejam implementadas precauções adicionais para protegê-los e à comunidade. No entanto, seus locais de trabalho podem contribuir substancialmente para suas exposições potenciais, pois costumam trabalhar próximos uns dos outros nas linhas de produção durante turnos de trabalho prolongados. Para controles de engenharia, o CDC e a OSHA recomendam a configuração de locais de trabalho comunais para que os trabalhadores fiquem afastados pelo menos um metro e meio, incluindo ao longo das linhas de processamento, usando barreiras físicas como cortinas de tiras ou plexiglás para separar os trabalhadores e garantir ventilação adequada que minimize o ar de fãs soprando de um trabalhador diretamente para outro trabalhador. Para controles administrativos, eles recomendam escalonar os horários de chegada, intervalo e partida dos trabalhadores, escalonamento de trabalhadores para que eles sempre sejam designados para os mesmos turnos com os mesmos colegas de trabalho, incentivando o movimento em fila única pela instalação, evitando a carona para o trabalho e considerando um programa de triagem de trabalhadores antes da entrada no local de trabalho e estabelecendo critérios para o retorno ao trabalho de trabalhadores recuperados, e exclusão de trabalhadores doentes. Para equipamentos de proteção individual, eles recomendam protetores faciais e consideram permitir o uso voluntário de respiradores de máscaras filtrantes, como máscaras N95. Eles também recomendam o uso de máscaras faciais de pano que devem ser substituídas se ficarem molhadas, sujas ou visivelmente contaminadas durante o turno de trabalho, embora as máscaras faciais de pano não sejam consideradas equipamentos de proteção individual.

#### Transporte
Se uma pessoa fica doente em um avião, os controles adequados para proteger os trabalhadores e outros passageiros incluem separar a pessoa doente de outras pessoas a uma distância de 6 pés, designar um membro da tripulação para servir a pessoa doente e oferecer uma máscara facial à pessoa doente ou pedir à pessoa doente que cubra a boca e o nariz com lenços quando tossir ou espirrar. A tripulação de cabine deve usar luvas médicas descartáveis ao atender um viajante doente ou tocar em fluidos corporais ou superfícies potencialmente contaminadas e possivelmente equipamento de proteção pessoal adicional se o viajante doente tiver febre, tosse persistente ou dificuldade em respirar. Luvas e outros itens descartáveis devem ser descartados em um saco de risco biológico e as superfícies contaminadas devem ser limpas e desinfetadas posteriormente.
Para remessas comerciais, incluindo navios de cruzeiro e outras embarcações de passageiros, os controles de risco incluem adiar a viagem quando doente e se auto-isolar e informar imediatamente o centro médico de bordo se houver febre ou outros sintomas a bordo. Idealmente, o acompanhamento médico deve ocorrer na cabine da pessoa isolada.

#### Outros setores
Para escolas e creches, o CDC recomenda o fechamento a curto prazo para limpar ou desinfetar se uma pessoa infectada estiver em um prédio escolar, independentemente da disseminação da comunidade. Quando há transmissão comunitária mínima a moderada, estratégias de distanciamento social podem ser implementadas, como cancelamento de visitas de campo, assembléias e outras grandes reuniões, como educação física ou aulas de coral ou refeições em uma lanchonete, aumentando o espaço entre as mesas, a chegada e a demissão surpreendentes vezes, limitando visitantes não essenciais e usando um local separado no posto de saúde para crianças com sintomas semelhantes aos da gripe. Quando há uma transmissão substancial na comunidade local, além das estratégias de distanciamento social, demissões prolongadas na escola podem ser consideradas.
Para as atividades de rotina de profissionais de segurança pública o risco imediato para a saúde é considerado baixo pelo CDC. Aqueles que devem entrar em contato com indivíduos com suspeita ou confirmação de COVID-19 devem seguir as mesmas diretrizes dos técnicos médicos de emergência, incluindo equipamento de proteção individual adequado. Se ocorrer um contato próximo durante a apreensão, os trabalhadores devem limpar e desinfetar o cinto e outros objetos antes de reutilizar com um spray ou pano de limpeza doméstico e seguir os procedimentos operacionais padrão para a contenção e descarte do EPI usado e para conter e lavar a roupa.

### Cuidados de saúde de alto risco e locais de trabalho mortuários
A OSHA considera que certos profissionais de saúde e necrotérios estão em categorias de risco de exposição altas ou muito altas. Trabalhos de alto risco de exposição incluem profissionais de saúde, suporte, laboratório e trabalhadores de transporte médico expostos a pacientes conhecidos ou suspeitos de COVID-19. Estes tornam-se um risco de exposição muito alto se os trabalhadores executam procedimentos geradores de aerosóis ou coletam ou manipulam amostras de pacientes conhecidos ou suspeitos de COVID-19. Os procedimentos de geração de aerosóis incluem intubação, procedimentos de indução da tosse, broncoscopia, alguns procedimentos e exames dentários ou coleta invasiva de amostras. Os trabalhos mortuários com alto risco de exposição incluem trabalhadores envolvidos na preparação de corpos de pessoas que haviam conhecido ou suspeitado de casos de COVID-19 no momento de sua morte; estes se tornam um risco de exposição muito alto se eles realizarem uma autópsia.:18–20
Controles de engenharia adicionais para esses grupos de risco incluem salas de isolamento para pacientes com COVID-19 conhecido ou suspeito, inclusive quando são executados procedimentos de geração de aerossol. A ventilação especializada por pressão negativa pode ser apropriada em alguns locais de assistência médica e mortuária. As amostras devem ser manuseadas com precauções de Biossegurança Nível 3.:13, 23–24 A Organização Mundial da Saúde (OMS) recomenda que os pacientes entrantes sejam separados em áreas de espera distintas, dependendo de se é um caso suspeito de COVID-19.
Além de outros EPIs, a OSHA recomenda respiradores para aqueles que trabalham a menos de um metro e oitenta de pacientes que se sabe estarem, ou suspeitos de estarem infectados com SARS-CoV-2, e para aqueles que executam procedimentos de geração de aerossóis. Nos Estados Unidos, os respiradores de máscara facial com filtro N95 aprovados pela NIOSH ou melhor devem ser usados no contexto de um programa abrangente de proteção respiratória por escrito, que inclui testes de ajuste, treinamento e exames médicos. Outros tipos de respiradores podem fornecer maior proteção e melhorar o conforto do trabalhador.:14–16, 25
A OMS não recomenda avental (jaleco) ou macacão, pois o COVID-19 é uma doença respiratória, em vez de ser transmitida por fluidos corporais. A OMS recomenda apenas uma máscara cirúrgica para o pessoal de triagem no ponto de entrada. Para aqueles que estão coletando amostras respiratórias de, cuidando ou transportando pacientes com COVID-19 sem qualquer procedimento de geração de aerossóis, a OMS recomenda uma máscara cirúrgica, óculos de proteção ou protetor facial, bata e luvas. Se um procedimento de geração de aerossol for realizado, a máscara cirúrgica será substituída por um respirador N95 ou FFP2. 
Dado que o suprimento global de EPI é insuficiente, a OMS recomenda minimizar a necessidade de EPI por meio de telemedicina, barreiras físicas como janelas limpas, permitindo que apenas os envolvidos nos cuidados diretos entrem em uma sala com um paciente COVID-19, usando apenas o EPI necessário para a tarefa específica, continuar usando o mesmo respirador sem removê-lo enquanto cuida de vários pacientes com o mesmo diagnóstico, monitorando e coordenando a cadeia de suprimentos de EPI e desencorajando o uso de máscaras para indivíduos assintomáticos.

## Os direitos dos trabalhadores
Nos Estados Unidos, a Seção 11 (c) da Lei de Segurança e Saúde Ocupacional de 1970 proíbe os empregadores de retaliarem contra trabalhadores por levantarem preocupações sobre as condições de segurança e saúde. A OSHA incentiva os trabalhadores que sofrem essa retaliação a enviar uma reclamação ao Programa de Proteção de Denunciantes da OSHA dentro dos prazos legais.